# Leichtathletik-U18-Südamerikameisterschaften 2024
Die 27. Leichtathletik-U18-Südamerikameisterschaften fanden vom 6. bis zum 8. Dezember 2024 im Pista de Atletismo Pedro Presti in San Luis statt. Damit fanden die U18-Meisterschaften zum fünften Mal nach in Argentinien statt, erstmals in San Luis.

## Ergebnisse

### Männer

#### 100 m
| Platz | Athlet              | Land | Zeit (s) |
| ----- | ------------------- | ---- | -------- |
| 1     | Gabriel Souza       | BRA  | 10,90    |
| 2     | Yilmer Olano        | COL  | 10,98    |
| 3     | Santiago Lazar      | URU  | 11,01    |
| 4     | Dylan Ocoro         | COL  | 11,02    |
| 5     | Mariano Fioleduardo | PER  | 11,07    |
| 6     | Tomás León          | CHI  | 11,14    |
| 7     | Manuel Juárez       | ARG  | 11,21    |
| 8     | Juan Pablo Lyon     | CHI  | 11,31    |

Finale: 6. Dezember
Wind: −2,3 m/s

#### 200 m
| Platz | Athlet            | Land | Zeit (s) |
| ----- | ----------------- | ---- | -------- |
| 1     | Tomás León        | CHI  | 21,07    |
| 2     | Yilmer Olano      | COL  | 21,20    |
| 3     | Juan Pablo Lyon   | CHI  | 21,29    |
| 4     | Yair Murillo      | COL  | 21,49    |
| 5     | Santiago Lazar    | URU  | 21,53    |
| 6     | Manuel Juárez     | ARG  | 21,60    |
| 7     | Santiago Guidetti | ARG  | 21,61    |
| 8     | Diogo Batista     | BRA  | 21,64    |

Finale: 8. Dezember
Wind: +4,1 m/s

#### 400 m
| Platz | Athlet         | Land | Zeit (s) |
| ----- | -------------- | ---- | -------- |
| 1     | Luigi Valenza  | ARG  | 48,59    |
| 2     | Ivan Maidana   | ARG  | 49,00    |
| 3     | Fernando de Sa | BRA  | 49,08    |
| 4     | Marc Donat     | CHI  | 49,09    |
| 5     | David Sandes   | URU  | 49,42    |
| 6     | Ian Matos      | PER  | 49,46    |
| 7     | Alan Ales      | BRA  | 50,19    |
| 8     | Samuel Ibarra  | PAN  | 50,84    |

Finale: 7. Dezember

#### 800 m
| Platz | Athlet            | Land | Zeit (min) |
| ----- | ----------------- | ---- | ---------- |
| 1     | Giancarlo Bravo   | PER  | 1:56,87    |
| 2     | Valdir de Sousa   | BRA  | 1:58,48    |
| 3     | Luan da Castro    | BRA  | 1:58,57    |
| 4     | Leonardo Guerrero | ECU  | 1:58,84    |
| 5     | Dante Carvajal    | CHI  | 1:58,87    |
| 6     | William Moreno    | COL  | 1:59,16    |
| 7     | Federico Tejeda   | ARG  | 2:00,25    |
| 8     | Tobias González   | URU  | 2:04,34    |

Finale: 8. Dezember

#### 1500 m
| Platz | Athlet             | Land | Zeit (min) |
| ----- | ------------------ | ---- | ---------- |
| 1     | Giancarlo Bravo    | PER  | 3:58,85    |
| 2     | Pablo Ñauta        | ECU  | 4:01,97    |
| 3     | Henrique Rodrigues | BRA  | 4:03,28    |
| 4     | Thomas Castro      | COL  | 4:04,78    |
| 4     | Edwar Márquez      | PER  | 4:04,78    |
| 6     | Federico Tejeda    | ARG  | 4:06,25    |
| 7     | Emmanuel Calderon  | COL  | 4:08,36    |
| 8     | Jordan Paredes     | ECU  | 4:08,37    |

6. Dezember

#### 3000 m
| Platz | Athlet               | Land | Zeit (min) |
| ----- | -------------------- | ---- | ---------- |
| 1     | Pablo Ñauta          | ECU  | 8:32,04 CR |
| 2     | Edwar Márquez        | PER  | 8:32,17    |
| 3     | Josue Vega           | ECU  | 8:32,80    |
| 4     | José Barroeta        | VEN  | 8:33,55    |
| 5     | Vinícius de Oliveira | BRA  | 8:40,87    |
| 6     | Juan Mateo Gutiérrez | COL  | 8:53,28    |
| 7     | Wilmer Santos        | BOL  | 8:54,82    |
| 8     | Iván Sánchez         | ARG  | 8:54,90    |

8. Dezember

#### 10.000 m Bahngehen
| Platz | Athlet                 | Land | Zeit (min) |
| ----- | ---------------------- | ---- | ---------- |
| 1     | José Ccoscco           | PER  | 46:39,56   |
| 2     | Sebastian Barrera      | ECU  | 46:40,54   |
| 3     | Ricardo Damian         | ARG  | 47:56,28   |
| 4     | Davi Bastos            | BRA  | 48:17,70   |
| 5     | Jesus Rosales          | CHI  | 50:33,72   |
| 6     | Jhon Rodríguez         | PER  | 51:56,92   |
| 7     | André Bessa dos Santos | BRA  | 52:12,10   |
|       | Vicente Castillo       | CHI  | DSQ        |

6. Dezember

#### 110 m Hürden (91,4 cm)
| Platz | Athlet              | Land | Zeit (s) |
| ----- | ------------------- | ---- | -------- |
| 1     | José Luis Guevara   | ECU  | 13,72    |
| 2     | Santiago Quintero   | VEN  | 13,77    |
| 3     | Odair Gonçalves     | BRA  | 13,85    |
| 4     | Tiago Guiotti       | BRA  | 13,95    |
| 5     | Sebastian Palomeque | COL  | 14,01    |
| 6     | Brahian Fretes      | PAR  | 14,21    |
| 7     | Marco Vaccarezza    | CHI  | 14,39    |
| 8     | Alonso Guzmán       | CHI  | 14,80    |

Finale: 7. Dezember, Wind: −1,9 m/s

#### 400 m Hürden (84 cm)
| Platz | Athlet            | Land | Zeit (s) |
| ----- | ----------------- | ---- | -------- |
| 1     | Santiago Quintero | VEN  | 51,88    |
| 2     | Germán Muñoz      | ARG  | 52,45    |
| 3     | Alonso Guzmán     | CHI  | 52,89    |
| 4     | Wilton dos Santos | BRA  | 52,90    |
| 5     | Andrés Bosquez    | ECU  | 55,42    |
| 6     | Xavier Carrizo    | ARG  | 55,56    |
| 7     | Leon Florenzano   | CHI  | 56,22    |

8. Dezember

#### 2000 m Hindernis (84 cm)
| Platz | Athlet                    | Land | Zeit (min) |
| ----- | ------------------------- | ---- | ---------- |
| 1     | Salvador Lucero           | ARG  | 6:00,44    |
| 2     | Jordan Paredes            | ECU  | 6:03,80    |
| 3     | Josue Vega                | ECU  | 6:03,86    |
| 4     | Wilmer Sanots             | BOL  | 6:04,06    |
| 5     | Juan Mateo Gutiérrez      | COL  | 6:08,03    |
| 6     | José Barroeta             | VEN  | 6:10,96    |
| 7     | Rony Guerra               | COL  | 6:11,79    |
| 8     | Henrique Gabriel Carvalho | BRA  | 6:11,87    |

7. Dezember

#### 4 × 100 m Staffel
| Platz | Land        | Athleten                                                                          | Zeit (s) |
| ----- | ----------- | --------------------------------------------------------------------------------- | -------- |
| 1     | Brasilien   | Tiago Guiotti Jean Silva Diogo Batista Gabriel Souza                              | 41,60    |
| 2     | Chile       | Hernán Muñoz Marc Donat Juan Pablo Lyon Tomás León                                | 41,66    |
| 3     | Paraguay    | Alexander Villalba Alan Candia Adrian Cespedes Alan Dopke                         | 42,41    |
| 4     | Peru        | Dániel del Castillo Jean Franco Duffoo Pablo Zunner Rodríguez Mariano Fioleduardo | 42,42    |
| 5     | Argentinien | Marcelo Godoy Santiago Guidetti Luigi Valenza Zahir Sadauskas                     | 42,66    |
| 6     | Ecuador     | Gabriel Bravo José Luis Guevara Jholeixon Rodríguez Francis Castillo              | 43,23    |
| 7     | Kolumbien   | Yair Murillo Sebastian Palomeque Dylan Ocoro Ylmer Olano                          | 45,33    |
| 8     | Uruguay     | Lucas Núñez Mateo Justitz Pablo Durante Valentino Torres                          | 46,20    |

7. Dezember

#### Hochsprung
| Platz | Athlet              | Land | Höhe (m) |
| ----- | ------------------- | ---- | -------- |
| 1     | Domingo Lorenzini   | CHI  | 2,01     |
| 2     | Thalisson Miranda   | BRA  | 1,98     |
| 3     | Jholeixon Rodríguez | ECU  | 1,98     |
| 4     | Dereck Alves        | BRA  | 1,90     |
| 5     | Jeremia James       | ARG  | 1,85     |
| 6     | Simon Montalva      | CHI  | 1,85     |
| 7     | Manuel Cabrera      | URU  | 1,85     |
| 8     | Pablo Durante       | URU  | 1,80     |

6. Dezember

#### Stabhochsprung
| Platz | Athlet            | Land | Höhe (m) |
| ----- | ----------------- | ---- | -------- |
| 1     | Leonardo Olate    | CHI  | 4,80     |
| 2     | Kauan Lima        | BRA  | 4,50     |
| 3     | Lennel Cuenca     | ARG  | 4,35     |
| 4     | José Tomás Bravo  | CHI  | 4,00     |
| 5     | Pietro Martina    | ARG  | 4,00     |
| 6     | João Victor Alves | BRA  | 3,80     |
|       | Andy Espinoza     | ECU  | NMH      |

8. Dezember

#### Weitsprung
| Platz | Athlet                  | Land | Weite (m) |
| ----- | ----------------------- | ---- | --------- |
| 1     | Kauan de Vicente        | BRA  | 7,39 w    |
| 2     | Alexander Villalba      | PAR  | 7,28      |
| 3     | Gustavo Scolari         | BRA  | 7,05 w    |
| 4     | Juan Sebastián Martínez | ARG  | 7,00 w    |
| 5     | Pierre Andrade          | PER  | 6,78 w    |
| 6     | Liu Shi Jia             | CHI  | 6,77 w    |
| 7     | Nicolas Cousillas       | ARG  | 6,72 w    |
| 8     | Angel Solis             | PER  | 6,72 w    |

6. Dezember

#### Dreisprung
| Platz | Athlet              | Land | Weite (m) |
| ----- | ------------------- | ---- | --------- |
| 1     | Guilherme da Silva  | BRA  | 15,96 w   |
| 2     | Benjamin da Silva   | BRA  | 15,55 w   |
| 3     | Deyvid Lara         | ECU  | 14,96     |
| 4     | Domingo Lorenzini   | CHI  | 14,80 w   |
| 5     | Leonardo Albarracin | ARG  | 14,36 w   |
| 6     | Jholeixon Rodríguez | ECU  | 14,12 w   |

8. Dezember

#### Kugelstoßen (5 kg)
| Platz | Athlet                | Land | Weite (m) |
| ----- | --------------------- | ---- | --------- |
| 1     | Alessandro Borges     | BRA  | 19,70     |
| 2     | Pyetro Souza          | BRA  | 16,62     |
| 3     | Joaquín Ezequiel Díaz | ARG  | 16,42     |
| 4     | Vittorio Gorziglia    | CHI  | 16,08     |
| 5     | Ricardo Lobos         | CHI  | 16,05     |
| 6     | Gianluca Terzano      | PER  | 14,94     |

6. Dezember

#### Diskuswurf (1,5 kg)
| Platz | Athlet               | Land | Weite (m) |
| ----- | -------------------- | ---- | --------- |
| 1     | Lucas Miño           | ARG  | 51,26     |
| 2     | Alessandro Borges    | BRA  | 50,95     |
| 3     | Alexis Velázquez     | ARG  | 49,67     |
| 4     | Eduardo Franceschina | BRA  | 48,40     |
| 5     | Salvador East        | CHI  | 46,44     |
| 6     | Patry Valdez         | ECU  | 46,36     |
| 7     | Víctor Cortez        | ECU  | 45,54     |
| 8     | Orlando Fernández    | VEN  | 42,45     |

7. Dezember

#### Hammerwurf (5 kg)
| Platz | Athlet                  | Land | Weite (m) |
| ----- | ----------------------- | ---- | --------- |
| 1     | Nicolás Vergara         | CHI  | 51,26     |
| 2     | Gael Cardoso            | ARG  | 63,35     |
| 3     | Cauã Fernandes          | BRA  | 61,44     |
| 4     | Jose Antonio Escobar    | BRA  | 60,91     |
| 5     | Diego Sincosky          | ARG  | 60,58     |
| 6     | Salvador Antonio García | PER  | 59,43     |
| 7     | Andre Caza              | ECU  | 58,52     |
| 8     | Jahaziel Belmar         | CHI  | 55,42     |

6. Dezember

#### Speerwurf (700 g)
| Platz | Athlet            | Land | Weite (m) |
| ----- | ----------------- | ---- | --------- |
| 1     | Orlando Fernández | VEN  | 74,99     |
| 2     | Pietro Pereira    | BRA  | 68,13     |
| 3     | Francisco Barbosa | BRA  | 63,68     |
| 4     | Adrian Viso       | ARG  | 58,02     |
| 5     | Lautaro Zapico    | CHI  | 57,47     |
| 6     | Carlos Alvarado   | PAN  | 47,27     |
| 7     | Matías López      | CHI  | 45,97     |
| 8     | Juan Fernández    | VEN  | 45,86     |

8. Dezember

#### Zehnkampf
| Platz | Athlet               | Land | Punkte |
| ----- | -------------------- | ---- | ------ |
| 1     | Ariff Pérez          | VEN  | 66,86  |
| 2     | João Arthur da Silva | BRA  | 6669   |
| 3     | David Vilela         | ARG  | 6139   |
| 4     | Maximo Vázquez       | ARG  | 5958   |
| 5     | Pablo Monlezun       | CHI  | 4670   |
|       | Maykel Rua           | ECU  | DNF    |

6./7. Dezember

### Frauen

#### 100 m
| Platz | Athletin             | Land | Zeit (s) |
| ----- | -------------------- | ---- | -------- |
| 1     | Hakelly de Souza     | BRA  | 11,95    |
| 2     | Cayetana Chirinos    | PER  | 12,35    |
| 3     | Orihana Guzmán       | VEN  | 12,41    |
| 4     | Brandy Romero        | URU  | 12,47    |
| 5     | Roxana Ramírez       | CHI  | 12,50    |
| 6     | Milagros D'Amico     | ARG  | 12,54    |
| 7     | Hemily de Jesus      | BRA  | 12,61    |
| 8     | Nazarena Bergamaschi | ARG  | 12,81    |

Finale: 6. Dezember
Wind: −2,7 m/s

#### 200 m
| Platz | Athletin           | Land | Zeit (s) |
| ----- | ------------------ | ---- | -------- |
| 1     | Marolyn Pastrana   | ECU  | 24,30    |
| 2     | Brandy Romero      | URU  | 24,34    |
| 3     | Roxana Ramírez     | CHI  | 24,36    |
| 4     | Orihana Guzmán     | VEN  | 24,40    |
| 5     | Pilar Rodríguez    | CHI  | 24,63    |
| 6     | Letícia Lopes      | BRA  | 24,68    |
| 7     | Cayetana Chirinos  | PER  | 24,75    |
| 8     | Isadora Justiniana | BRA  | 12,81    |

Finale: 8. Dezember
Wind: +3,9 m/s

#### 400 m
| Platz | Athletin           | Land | Zeit (s) |
| ----- | ------------------ | ---- | -------- |
| 1     | Isabella Hurtado   | COL  | 56,71    |
| 2     | Elena Oyarzun      | CHI  | 57,13    |
| 3     | Letícia Lopes      | BRA  | 58,16    |
| 4     | Isadora Justiniana | BRA  | 58,36    |
| 5     | Ivana McFarlane    | PAN  | 58,39    |
| 6     | Celeste Molina     | ARG  | 58,96    |
| 7     | Kristel Méndez     | ECU  | 59,44    |
| 8     | Bella Palavicini   | ARG  | 64,33    |

7. Dezember

#### 800 m
| Platz | Athletin        | Land | Zeit (min) |
| ----- | --------------- | ---- | ---------- |
| 1     | Pamela Barreto  | ECU  | 2:11,99    |
| 2     | Camila Ramalho  | BRA  | 2:14,31    |
| 3     | Emilia Martínez | PER  | 2:16,98    |
| 4     | Fernanda Pavez  | BRA  | 2:17,19    |
| 5     | Catalina Heck   | ARG  | 2:19,29    |
| 6     | Malena Mirón    | ARG  | 2:20,12    |
| 7     | Sofi Ladino     | COL  | 2:25,52    |
| 8     | Milena Correa   | BRA  | 2:25,91    |

8. Dezember

#### 1500 m
| Platz | Athletin        | Land | Zeit (min) |
| ----- | --------------- | ---- | ---------- |
| 1     | Pamela Barreto  | ECU  | 4:48,41    |
| 2     | Irene Pernia    | ARG  | 4:48,58    |
| 3     | Florencia Lara  | CHI  | 4:49,72    |
| 4     | Bianca Brañez   | PER  | 4:55,99    |
| 5     | Camila Ramalho  | BRA  | 4:57,63    |
| 6     | Delfina Molina  | ARG  | 4:57,94    |
| 7     | Javiera Sierra  | CHI  | 5:06,91    |
| 8     | Valentina Ansin | PAN  | 5:17,20    |

6. Dezember

#### 3000 m
| Platz | Athletin          | Land | Zeit (min) |
| ----- | ----------------- | ---- | ---------- |
| 1     | Irene Pernia      | ARG  | 09:55,23   |
| 2     | Pilar Ardiles     | CHI  | 10:09,84   |
| 3     | Natalia Hoyos     | COL  | 10:13,55   |
| 4     | Diana Sangoquiza  | ECU  | 10:23,96   |
| 5     | Bianca Brañez     | PER  | 10:24,28   |
| 6     | Florencia Lara    | COL  | 10:44,25   |
| 7     | Rosa Jami         | ECU  | 11:02,48   |
| 8     | Raquel Kunreuther | BRA  | 11:08,09   |

8. Dezember

#### 5000 m Bahngehen
| Platz | Athletin           | Land | Zeit (min) |
| ----- | ------------------ | ---- | ---------- |
| 1     | Katherine Barreto  | ECU  | 24:31,46   |
| 2     | María Portilla     | ECU  | 25:03,29   |
| 3     | Valeria Tobon      | COL  | 25:54,31   |
| 4     | Vitória Silva      | BRA  | 27:54,94   |
| 5     | Leonela López      | ARG  | 28:04,45   |
| 6     | Mychelle Rodrigues | BRA  | 28:26,24   |
| 7     | Magali Allassia    | ARG  | 28:50,76   |
| 7     | Antonia Molina     | CHI  | 28:50,76   |

6. Dezember

#### 100 m Hürden (76 cm)
| Platz          | Athletin         | Land | Zeit (s) |
| -------------- | ---------------- | ---- | -------- |
| 1              | Dania Ulabarri   | COL  | 14,73    |
| 2              | Leonor Ferreiro  | CHI  | 14,76    |
| 3              | Beatriz Monteiro | BRA  | 14,81    |
| 4              | Valeska Valencia | ECU  | 14,99    |
| 5              | Larissa Schon    | BRA  | 15,20    |
| 6              | Sahara Boada     | VEN  | 15,80    |
|                | Ximena Vásquez   | PER  | DNF      |
| Domenica Crose | PER              | DSQ  |          |

Finale: 7. Dezember, Wind: −5,9 m/s

#### 400 m Hürden
| Platz | Athletin          | Land | Zeit (min) |
| ----- | ----------------- | ---- | ---------- |
| 1     | Larissa Schon     | BRA  | 1:01,06    |
| 2     | Ximena Vásquez    | PER  | 1:01,81    |
| 3     | Emily Montaño     | COL  | 1:03,54    |
| 4     | Luana Sousa       | BRA  | 1:03,78    |
| 5     | Valentina Paredes | ECU  | 1:05,05    |
| 6     | Catalina Stancato | ARG  | 1:06,83    |
| 7     | Tatiana Díaz      | ECU  | 1:07,38    |
| 8     | Laura Quaas       | CHI  | 1:08,69    |

Finale: 8. Dezember

#### 2000 m Hindernis
| Platz | Athletin         | Land | Zeit (min) |
| ----- | ---------------- | ---- | ---------- |
| 1     | Tacca Huarachi   | PER  | 7:27,13    |
| 2     | Natally Galdino  | BRA  | 7:33,40    |
| 3     | Sofia Fregona    | ARG  | 7:38,90    |
| 4     | Rosa Jami        | ECU  | 7:48,33    |
| 5     | Yakelin López    | PER  | 7:48,41    |
| 6     | Juliany da Costa | BRA  | 8:01,92    |
| 7     | Lucia Suárez     | ARG  | 8:08,57    |
| 8     | Diana Sangoquiza | ECU  | 8:14,00    |

7. Dezember

#### 4 × 100 m Staffel
| Platz | Land        | Athletinnen                                                       | Zeit (min) |
| ----- | ----------- | ----------------------------------------------------------------- | ---------- |
| 1     | Chile       | Leonor Ferreiro Pilar Rodríguez Elena Oyarzun Roxana Ramírez      | 47,22      |
| 2     | Brasilien   | Hemily de Jesus Letícia Lopes Isadora Justiniana Hakelly de Souza | 47,34      |
| 3     | Ecuador     | Kristel Méndez Valeska Valencia Daniela Castro Marolyn Pastrana   | 48,23      |
| 4     | Argentinien | Paloma Feito Nazarena Bergamaschi Celeste Molina Milagros D'Amico | 48,39      |
| 5     | Peru        | Simons Peschiera Cesia Herrera Brianna Olaechea Cayetana Chirinos | 49,00      |
| 6     | Paraguay    | Melissa Aranda Luciana Roman Victoria Duarte Julieta Cardoso      | 51,78      |

7. Dezember

#### Hochsprung
| Platz | Athletin        | Land | Höhe (m) |
| ----- | --------------- | ---- | -------- |
| 1     | Jeraldine Pata  | ECU  | 1,77     |
| 2     | Madelaine Gomes | BRA  | 1,65     |
| 3     | Tatiana Díaz    | ECU  | 1,60     |
| 4     | Morena Arpires  | ARG  | 1,60     |
| 5     | María Montes    | CHI  | 1,60     |
| 6     | Brianna Suárez  | PER  | 1,60     |
| 7     | Cielo Martínez  | ARG  | 1,55     |
| 8     | Juliana Fontes  | URU  | 1,55     |

8. Dezember

#### Stabhochsprung
| Platz | Athletin             | Land | Höhe (m) |
| ----- | -------------------- | ---- | -------- |
| 1     | María Fernanda Gómez | COL  | 3,30     |
| 2     | Valentina Mozó       | CHI  | 1,65     |
| 3     | Florencia Britez     | PAR  | 3,30     |
| 4     | Josefa Arellano      | CHI  | 3,20     |
| 5     | Letícia Rodrigues    | BRA  | 3,10     |
| 6     | Agustina Viale       | ARG  | 3,00     |
| 7     | Abigail Aylen        | ARG  | 2,80     |
| 8     | Emilly Nogueira      | BRA  | 2,80     |

6. Dezember

#### Weitsprung
| Platz | Athletin         | Land | Weite (m) |
| ----- | ---------------- | ---- | --------- |
| 1     | Viviany Almeida  | BRA  | 6,09 w    |
| 2     | Valeska Valencia | ECU  | 6,04 w    |
| 3     | Milagros D'Amico | ARG  | 5,91 w    |
| 4     | Maria Vieira     | BRA  | 5,80 w    |
| 5     | María Gracia     | CHI  | 5,67 w    |
| 6     | Alexandra Segura | ECU  | 5,60 w    |
| 7     | Jacinta Philipps | CHI  | 5,45 w    |
| 8     | Luciana Roman    | PAR  | 5,13 w    |

7. Dezember

#### Dreisprung
| Platz | Athletin        | Land | Weite (m) |
| ----- | --------------- | ---- | --------- |
| 1     | Viviany Almeida | BRA  | 12,62 w   |
| 2     | Sofía Contreras | CHI  | 12,41 w   |
| 3     | Karine Estefabe | BRA  | 12,36 w   |
| 4     | Jenny Panezo    | ECU  | 12,35 w   |
| 5     | Suri Caicedo    | ECU  | 12,27 w   |
| 6     | Laura Díaz      | CHI  | 11,93 w   |
|       | Jhouanna Medina | PAN  | NM        |

8. Dezember

#### Kugelstoßen (3 kg)
| Platz | Athletin           | Land | Weite (m) |
| ----- | ------------------ | ---- | --------- |
| 1     | Belsy Quiñonez     | ECU  | 17,02     |
| 2     | Edimara Alves      | BRA  | 16,17     |
| 3     | Vitória da Silva   | BRA  | 14,22     |
| 4     | Elianys Sutil      | VEN  | 13,42     |
| 5     | Nessier Gosteli    | ARG  | 12,86     |
| 6     | Florencia Sequeira | ARG  | 12,50     |
| 7     | Rosario Ellsworth  | CHI  | 11,95     |
| 8     | Anastasia Salvador | CHI  | 11,77     |

8. Dezember

#### Diskuswurf
| Platz | Athletin          | Land | Weite (m) |
| ----- | ----------------- | ---- | --------- |
| 1     | Belsy Quiñonez    | ECU  | 43,67     |
| 2     | Emily Santos      | BRA  | 42,74     |
| 3     | Elianys Sutil     | VEN  | 38,40     |
| 4     | Carolina Lujin    | ARG  | 36,96     |
| 5     | Pilar Fernández   | URU  | 36,50     |
| 6     | Rosario Ellsworth | CHI  | 36,20     |
| 7     | Aixa Amiano       | ARG  | 34,92     |
| 8     | Estefanie Camejo  | URU  | 31,81     |

7. Dezember

#### Hammerwurf (3 kg)
| Platz | Athletin          | Land | Weite (m) |
| ----- | ----------------- | ---- | --------- |
| 1     | Carmela Cocco     | ARG  | 66,16 CR  |
| 2     | Kimberly de Souza | BRA  | 64,40     |
| 3     | Maria Sales       | BRA  | 62,08     |
| 4     | Juana Marino      | ARG  | 53,20     |
| 5     | María Bakovic     | CHI  | 48,82     |
| 6     | Charlott Pérez    | CHI  | 47,22     |
| 7     | Agustina Quintana | URU  | 41,10     |

6. Dezember

#### Speerwurf (500 g)
| Platz | Athletin         | Land | Weite (m) |
| ----- | ---------------- | ---- | --------- |
| 1     | Sara Custodio    | BRA  | 50,48     |
| 2     | Milagros Rosas   | ARG  | 49,03     |
| 3     | Ilsa Cordoba     | COL  | 48,29     |
| 4     | Kimberly Flores  | PER  | 45,95     |
| 5     | Priscila Andrade | ARG  | 41,64     |
| 6     | Isadora Fiorini  | CHI  | 40,52     |
| 7     | Ambar Cordoba    | PAN  | 39,17     |
| 8     | Estefanie Camejo | URU  | 34,24     |

8. Dezember

#### Siebenkampf
| Platz | Athletin          | Land | Punkte |
| ----- | ----------------- | ---- | ------ |
| 1     | Angelina Muga     | ARG  | 4611   |
| 2     | Julia de Gruttola | BRA  | 4606   |
| 3     | Nayane Braga      | BRA  | 4381   |
| 4     | Daniela Medrano   | PER  | 4186   |
| 5     | Aura Ramos        | VEN  | 4163   |
| 6     | Malena Bustamante | ARG  | 4028   |
| 7     | Sofía Araya       | CHI  | 3402   |

7./8. Dezember

## Medaillenspiegel
| Platz | Land        |    |    |    |    |
| ----- | ----------- | -- | -- | -- | -- |
| 1     | Brasilien   | 13 | 16 | 13 | 42 |
| 2     | Ecuador     | 9  | 5  | 6  | 20 |
| 3     | Argentinien | 6  | 5  | 7  | 18 |
| 4     | Chile       | 5  | 6  | 4  | 15 |
| 5     | Peru        | 4  | 3  | 1  | 8  |
| 6     | Kolumbien   | 3  | 2  | 4  | 9  |
| 7     | Venezuela   | 3  | 1  | 2  | 6  |
| 8     | Paraguay    | 0  | 1  | 2  | 3  |
| 9     | Uruguay     | 0  | 1  | 1  | 2  |